# Dirk Grau
Pour les articles homonymes, voir Grau et Grau (homonymie).
Dirk Grau, né en 1963 à Burscheid, est un monteur allemand.

## Biographie
Dirk Grau est monteur depuis 1987 et travaille souvent pour le réalisateur Detlev Buck. Pour les films Les Enragés (Knallhart) et Rhythm Is It! (de), il a reçu le Prix du cinéma allemand dans la catégorie « Meilleur montage ».
Dirk Grau est membre de l'Académie allemande du cinéma  et de l'Association fédérale des éditeurs de films. 

## Filmographie partielle
- 1996 : Sexy Sadie
- 1998 : Balko (série télévisée, 17 épisodes)
- 2001-2002 : STF (série télévisée, 11 épisodes)
- 2006 : Les Enragés
- 2009 : Same Same but Different
- 2010 : Boxhagener Platz (de)
- 2010 : Le Secret de Chanda (Life, Above All) d'Oliver Schmitz
- 2011 : Jeux de rôles
- 2012 : Mann tut was Mann kann
- 2012 : Les Arpenteurs du monde
- 2013 : Whisper : Libres comme le vent
- 2014 : Bibi et Tina, le film
- 2014 : Bibi et Tina : Complètement ensorcelée !
- 2016 : Bibi et Tina : Filles contre garçons
- 2020 : Une nuit pour convaincre de Daniel Kehlmann (téléfilm)